# الدعم الاجتماعي الافتراضي
يعد الدعم الاجتماعي الافتراضي شكلًا من أشكال الدعم الاجتماعي الذي ينتشر عبر شبكة الإنترنت. فكلما زاد عدد الأشخاص النشطين في التعبير عن آرائهم ونقاشاتهم مع الآخرين ازداد تشابه المجتمع الافتراضي مع المجتمع الواقعي، ونشأ بينهما علاقة مماثلة لما بين الدعم الاجتماعي وراحة الفرد. ووفقًا لروبنز وروزنفيلد (2001)، فإن إعطاء الدعم بالاستماع والتأكيد والتقدير هي مصادر للرفاه الشخصي بشكل تقليدي. ويذكر ليو ويو (2013). أن تحقق المرء والتشجيع والإطراء هي أكثر أنواع الدعم شيوعًا في المجتمع الافتراضي. كما يمكن أن يكون الأصدقاء الافتراضيون أيضًا مصدرًا مهمًا للدعم الاجتماعي كما ذكر كل من (إيبارا، وميتشل، وبالمر، ورايزنر، (2015).
علاوة على ذلك فقد اكتشف كل من (نابي وسو، 2013) إن عدد الأصدقاء على الفيسبوك يرتبط بفهمٍ أقوى عن الدعم الاجتماعي، والذي يعني انخفاض معدل الضغوط النفسية، وبالتالي تقليل الأمراض الجسدية وزيادة الرفاهية.
إضافة إلى ما ذكره روزل (2014)، حيث قال إن وسائل التواصل الاجتماعي قد تسمح بالحصول على الدعم الاجتماعي من العلاقات السطحية مثلها مثل العلاقات الوطيدة، وزيادة نسبة وصولها للعلاقات السطحية. كما اكتشف كل من (فايسلر، وميكل، وميولر، 2014)إن الدعم الاجتماعي المستمد من تكنولوجيا المعلومات والاتصالات الجديدة يتصدى للآثار السلبية للبطالة.